# Елізабет Міхан
Елізабет Міхан (англ. Elizabeth Meehan; нар. 22 серпня 1894, Острів Вайт, Велика Британія пом. 24 квітня 1967, Нью-Йорк, США) — британська сценаристка, що працювала в Англії і Голлівуді. В кінці 1930-х років вона була запрошена главою студії Волтером Чарльзом Майкрофтом для роботи в Асоціації Британської Корпорації. Михан часто співпрацювала з ірландським режисером Гербертом Бреноном.

## Вибрана фільмографія
- Великий Гетсбі (1926)
- Сорелл і син (1927)
- Телефонна дівчинка (1927)
- Смійся, клоуне, смійся (1928)
- Порятунок (1929)
- Випадок із сержантом Гріша (1930)
- Простак (1930)
- Взірець довершеності[en] (1931)
- Олівер Твіст (1933)
- На захід від Сінгапуру (1933)
- Провулок гармонії (1935)
- Стрибаючий гандикап[en] (1937)
- Вище вона йде[en] (1938)
- Зірка цирку (1938)
- Комендант гуртожитку (1938)
- Джентльменський джентльмен (1939)
- Парашутна медсестра[en] (1942)
- Буря над Лісабоном (1944)
- Північно-західний форпост (1947)